# The Last of Us Remastered
The Last of Us Remastered, в России официально издаётся под названием «Одни из нас: Обновлённая версия», — компьютерная игра в жанре action-adventure с элементами survival horror и стелс-экшена, разработанная студией Naughty Dog и изданная Sony Computer Entertainment. Является обновлённой и усовершенствованной версией игры The Last of Us. Игра была выпущена во всём мире эксклюзивно для игровой консоли PlayStation 4 в июле 2014 года. Среди незначительных дополнений к геймплею игра отличается улучшенной графикой и рендерингом, включая увеличенную дальность прорисовки, улучшенные боевые действия и более высокую частоту кадров. Игра также включает в себя весь загружаемый контент от оригинальной игры. Чтобы усовершенствовать технические возможности оригинала, Naughty Dog потратила месяцы на разработку обновлённой версии.
Действие игры происходит через двадцать лет после вспышки мутантного штамма гриба Кордицепс, уничтожившего большую часть цивилизации. Сюжет рассказывает о Джоэле, которому поручено сопровождать юную Элли через пост-апокалиптический мир бывших Соединённых Штатов. Главные герои пытаются найти потенциальное лекарство-вакцину от инфекции, к которой Элли иммунна. Герои пробиваются через различные места, борясь с заражёнными и враждебными людьми, оставшимися в живых.
Игра, как и оригинальная версия, получила признание от многих критиков и различных изданий. Рецензенты отметили обновлённую графику, дополнения и некоторые улучшения в геймплее. Игра также стала коммерчески успешной — за первый месяц было продано более миллиона копий; к 2019 году продажи игры преодолели отметку в 10 миллионов.

## Игровой процесс
Игровой процесс The Last of Us Remastered незначительно отличается от такового в версии для PlayStation 3. Таким образом, игра представляет собой action-adventure с элементами survival horror и стелс-экшена от третьего лица. Игра включает в себя перестрелки, рукопашный бой и систему укрытий. На протяжении большей части игры игроки контролируют Джоэла; а Элли и другие персонажи игры контролируются искусственным интеллектом. Игра, так же как и её оригинальная версия, располагает многопользовательским режимом «Фракции» (англ. Factions). Данный режим позволяет игрокам участвовать в совместных или соревновательных игровых матчах в онлайн-режиме до восьми игроков.
В Remastered используется сенсорная панель геймпада DualShock 4 для навигации по элементам инвентаря, а световая полоса сверху сигнализирует о текущем количестве здоровья, меняя цвет от зелёного до оранжевого и красного при нанесении урона. Кроме того, диктофоны, используемые в качестве найденных сюжетных предметов, можно прослушать через встроенный динамик контроллера; в отличие от оригинальной версии, где игрокам надо было оставаться в меню для прослушки, пока были воспроизведены записи. Нововведённый «Фоторежим» в игре позволяет игрокам снимать изображения, приостанавливая игровой процесс и свободно настраивая камеру с любого ракурса, и добавлять различные эффекты. В главном меню игроки могут просмотреть документальный фильм о создании The Last of Us, а также прослушать эксклюзивные аудиокомментарии ко всем внутриигровым видеороликам, записанные креативным директором и сценаристом игры Нилом Дракманном, режиссёром Брюсом Стрэли, актёром Троем Бэйкером, озвучившим Джоэла, и обладательницей премии BAFTA актрисой Эшли Джонсон, озвучившей Элли; комментарии можно включить непосредственно в процессе игры. Сотрудники студии Naughty Dog последовательно рассказывают о том, как создавался тот или иной уровень, как им давалось написание сценария, а также о других аспектах игры.

## Разработка
В марте 2014 года была опубликована информация о выпуске The Last of Us на PlayStation 4. За этим последовало появление игры под названием The Last of Us Remastered в PlayStation Store в качестве предварительного заказа 9 апреля 2014 года; Naughty Dog анонсировала игру в тот же день. Усовершенствованная версия игры отличается увеличенной дальностью прорисовки, персонажами с более высоким разрешением, улучшенным освещением и тенями а также улучшенными боевыми действиями. Новая версия поддерживает собственное разрешение 1080p со скоростью 60 кадров в секунду, с возможностью блокировки игры со скоростью 30 кадров в секунду. На E3 2014 Sony объявила, что игра будет выпущена 29 июля 2014 года. Часть загружаемого контента от оригинальной версии The Last of Us была размещена в комплекте с Remastered, включая дополнение Left Behind и некоторые многопользовательские карты, в то время как другие требуют отдельной покупки.
В Remastered текстуры персонажей были увеличены в четыре раза, тени были удвоены и был реализован новый процесс освещения. Размытие движений при повороте камеры, используемое для скрытия медленных текстур загрузки, было уменьшено, а среда в игре выглядела «более чётко». Кроме того, были введены новые настройки, позволяющие игрокам настраивать звуковые каналы игры, а время загрузки уменьшилось из-за потоковой передачи данных игры с жёсткого диска, а не напрямую с диска Blu-ray. Тем не менее разработчикам всё ещё нужно было поместить весь контент, включая улучшенные текстуры и всё содержимое дополнения Left Behind, на один диск Blu-ray — это стало одной из самых больших трудностей в разработке игры. По словам ведущего разработчика Кристиана Гирлинга, Remastered «выглядел неготовым за неделю до его выхода».
Хотелось бы мне, чтобы у нас была кнопка «Включить режим PS4», но нет. Мы заранее знали, что впереди сущий ад, и так и оказалось... У нас были лучшие в отрасли инженеры, которые очень хорошо оптимизировали игру специально для архитектуры PS3. Игра уже была оптимизирована на уровне двоичного кода, но когда мы перевели её [на PlayStation 4], пришлось снова возвращаться на более высокие уровни, проверять целостность систем и оптимизировать всё с самого начала.
Разработка обновлённой версии началась вскоре после выхода The Last of Us в июне 2013 года. Хотя первоначально игра была сделана только для PlayStation 3, команда начала работать усерднее над ремастерингом, когда стал очевиден спрос на него; работа над игрой не начиналась, пока в феврале 2014 года не была представлена более крупная команда для разработки Remastered. По мере того, как разработка оригинальной игры закончилась, программисты ожидали, что игра будет перенесена на PlayStation 4, но планирование и подготовка не начинались до тех пор, пока не был выпущен The Last of Us. Разработчиков, которые работали над Remastered, было значительно меньше, чем у The Last of Us: в самом начале команда состояла лишь из двоих-троих программистов, которые экспериментировали с новым оборудованием и пытались оценить, стоит ли вообще заниматься переносом. Позже студия наращивала эту команду, добавляя в неё новых и новых сотрудников, которые занимались портированием графических систем, физического движка, искусственного интеллекта и языка скриптов — в конечном счёте подразделение по созданию обновлённой версии стало весьма большим, хотя и не таким большим, как при полноценном производстве новой игры. По словам главного программиста студии Джейсона Грегори, в команде разработчиков шли споры — сохранить ли старую частоту кадров в 30 кадров в секунду или стремиться к увеличенной; впрочем, демонстрации игры при 60 кадрах в секунду было достаточно, чтобы убедить несогласных в превосходстве этой версии.
Разработчики ставили своей целью создание «истинного» ремастера, который давал бы игроку «по существу тот же опыт», и не стали вносить сколь-нибудь значительные изменения в сюжет или игровой процесс по сравнению с оригинальной версией. Обосновывая решение никак не менять игровой процесс и диалоги, Дракманн приводил в пример переиздания классической трилогии «Звёздных войн» или Metal Gear Solid: The Twin Snakes: с его точки зрения, мелкие изменения в этих произведениях пошли им во вред в глазах зрителя или игрока, который знает и любит оригинальную версию. В случае с The Last of Us Remastered разработчики уверенно могли сказать: «эта игра — та самая игра».

## Отзывы и критика
| Сводный рейтинг       | Сводный рейтинг |
| Агрегатор             | Оценка          |
| --------------------- | --------------- |
| GameRankings          | 95,70 %         |
| Metacritic            | 95/100          |
| OpenCritic            | 95/100          |
| Иноязычные издания    |                 |
| Издание               | Оценка          |
| Game Informer         | 10/10           |
| GameSpot              | 8/10            |
| IGN                   | 10/10           |
| Polygon               | 8/10            |
| VideoGamer            | 10/10           |
| The Escapist          | [ 29 ]          |
| The Telegraph         | 9/10            |
| Metro                 | 9/10            |
| Crave Online          | 8,5/10          |
| US gamer              | [ 33 ]          |
| Русскоязычные издания |                 |
| Издание               | Оценка          |
| 3DNews                | 10/10           |

Как и оригинальная версия, The Last of Us Remastered была удостоена чрезвычайно высоких оценок критиков. По данным агрегатора оценок Metacritic, средний балл обновлённой версии, основанный на 69 рецензиях в различных изданиях, равен 95 из 100, что указывает на «всеобщее признание». На GameRankings игра получила 95,70 % на основе 43 рецензий. Remastered стала третьей по рейтингу игрой для PlayStation 4 на Metacritic и GameRankings, уступая Red Dead Redemption 2 и Grand Theft Auto V.
Улучшенная графика игры получила восторженные отзывы прессы. Если и оригинальная игра, по словам Колина Мориарти из IGN, была «самой красивой игрой, которую он видел на любой консоли», то Remastered «каким-то образом выглядит ещё лучше». Дэвид Хоутон из GamesRadar повторил это заявление, назвав визуальные эффекты «потрясающими». Обозреватель портала VideoGamer.com отметил, что увеличенная дальность прорисовки вместе с улучшенными текстурами придают миру игры ещё большее ощущение гнетущего, грандиозного масштаба. Он также похвалил улучшенное освещение, особенно в сегментах игры, действие которых происходит на закате и рассвете, хотя и посчитал, что в некоторых случаях обновлённое освещение заставляет лица главных героев выглядеть несколько неестественно. По мнению Лиама Мартина из Digital Spy, благодаря новой системе освещения зелёные заросли в игре выглядят ещё более пышными, а сырые и заброшенные помещения — ещё более опасными. Тим Тури из Game Informer заявил, что улучшенные модели персонажей, система освещения и повышенная частота кадров «драматически облагораживают» игру. Мэтт Суайдер из TechRadar описал Remastered как «именно ту HD-версию игры, которую она заслужила», отметив, что улучшения затронули самые мельчайшие детали игры — как, например, веснушки на лице Элли. Джек Флеминг в обзоре The Independent посчитал, что хотя игра в целом выглядит «великолепно», увеличенное разрешение также делает более заметными некоторые изъяны графики, «словно под микроскопом» — так, некоторые текстуры и предметы выглядят угловатыми и неестественными. Джонатан Лик с сайта Crave Online назвал графику игры «ошеломительной», особо отметив повышенное разрешение, позволившее избавиться от нежелательного сглаживания, и детально прорисованные модели персонажей.
Многие рецензенты отдельно отметили такое техническое усовершенствование, как повышенная вдвое — с 30 до 60 кадров в секунду — частота кадров. Тим Тури в обзоре для Game Informer отметил, что игрок может установить в настройках ограничение в 30 кадров в секунду, как и в оригинале, но посчитал, что такой опцией может воспользоваться только «сумасшедший». Джим Стерлинг от The Escapist отметил, что переход к 30 кадрам в секунду несколько повышает качество теней, но в целом переключение на более низкую частоту кадров показалось ему «заметным ухудшением». Колин Мориарти с сайта IGN отметил, что повышенная частота кадров положительно влияет и на геймплей, делая управление при стрельбе более отзывчивым и точным — правда, The Last of Us является в большей степени стелс-игрой, и перестрелки в ней относительно редки. Том Хоггинс из The Daily Telegraph повторил эти заявления, заявив, что повышенная частота кадров сделала игровой процесс более интенсивным. Дэвид Дженкинс от Metro, напротив, писал, что рядовой игрок вряд ли вообще заметит разницу в частоте кадров, разве что запустить две версии игры на соседних экранах — и даже в таком случае скорее будут бросаться в глаза улучшенное освещение и более детализированные текстуры.
Добавление «Фоторежима» в игру также получило самые высокие отзывы. Мэтт Суайдер с TechRadar отметил крайне удобную функцию перехода в этот режим — по нажатию одной кнопки, аналогично игре Infamous: Second Son. Он также посчитал, что разнообразные фильтры и рамки, доступные в фоторежиме, должны особенно импонировать «поколению Instagram» Колин Мориарти из IGN описывал фоторежим как возможность «впитывать красоты» игры и «сохранять их для будущих поколений». Похвал удостоилось и управление: обозреватели положительно оценили назначение команды прицеливания и выстрела на кнопки-«триггеры» L2 и R2 геймпада DualShock 4 — Мориарти полагал, что само использование кнопок-«бамперов» L1 и R1 в оригинальной игре было связано лишь с конструктивными недостатками геймпада DualShock 3, в то время как Лиам Мартин из Digital Spy считал, что этот перенос «увеличивает ощущение погружения в игру» даже больше, чем повышенная частота кадров. Рецензенты также высоко оценили включение в саму игру дополнений, доступных на PlayStation 3 лишь как DLC, и аудиокомментариев. Рецензент Polygon Филип Коллар уподоблял игру режиссёрской версии любимого фильма — «собрание всего, что только может хотеть поклонник игры и одновременно — её прославление», знак того, что студия Naughty Dog понимает и уважает своих поклонников, а Джим Стерлинг в обзоре для The Escapist заявлял, что Remastered можно считать «окончательной версией игры».
К августу 2014 года было продано более миллиона копий The Last of Us Remastered. В июне 2018 года компания Sony объявила, что общие продажи The Last of Us и The Last of Us Remastered за всё время составили 17 миллионов копий — иначе говоря, продажи одной только Remastered приблизились к 10 миллионам проданных копий. В 2019 году президент Sony Interactive Entertainment Джим Райан указывал на The Last of Us Remastered как на одну из игр, перешагнувших рубеж в 10 миллионов копий.
Игра также была номинирована в категории Best Remaster на The Game Awards 2014 и получила почётное упоминание о Лучших технологиях на 15-й ежегодной церемонии награждения Game Developers Choice Awards.